# Paul Roderick Clucas Marshall
Sir Paul Roderick Clucas Marshall (Ealing, 2 agosto 1959) è un manager di hedge fund, filantropo e politico inglese, insieme a Ian Wace cofondatore nel 1997 e presidente di Marshall Wace, uno dei più grandi gruppi di hedge fund europei.  La società iniziò con 50 milioni di dollari, metà dei quali provenivano da George Soros.
Secondo la Sunday Times Rich List del 2020, Marshall aveva un patrimonio netto stimato di 630 milioni di sterline.
Marshall è stato membro e donatore dei Liberal Democratici, e nel 2004 ha co-curato l'influente Orange Book insieme a un certo numero di importanti politici Liberal Democratici. Nel 2015 ha lasciato il partito perché lui era favorevole alla Brexit e successivamente ha fatto una donazione alla campagna per la Brexit e al Partito Conservatore.
La proprietà di Marshall di UnHerd e GB News, nonché i potenziali acquisti di The Daily Telegraph e The Spectator, hanno portato il New Statesman a nominarlo come la diciassettesima figura politica di destra più potente del Regno Unito nel 2023. Il Financial Times lo ha descritto come "un combattente entusiasta nella versione britannica delle guerre culturali americane".

## Biografia
Paul Roderick Clucas Marshall è nato il 2 agosto 1959 a Ealing, Londra, Inghilterra, figlio di Alan Marshall, amministratore delegato della Philippine Refining Company (in seguito Unilever Philippines), e Mary Sylvia Clucas, figlia di T. S. Hanlin.  Sua sorella è la giornalista Penny Marshall.
Quando i suoi genitori si trasferirono nelle Filippine e poi in Sudafrica per il lavoro di suo padre con Unilever, Marshall si iscrisse alla Merchant Taylors' School, in Inghilterra. Si è imbarcato nel "Maniero della Rosa" mentre era a scuola.
Da lì è andato al St John's College di Oxford, per studiare Storia e Lingue Moderne, e successivamente ha conseguito un MBA presso la business school INSEAD di Fontainebleau, in Francia.

## Carriera
Co-fondatore e presidente di Marshall Wace LLP nel 1997; all'epoca fu uno dei primi hedge fund di Londra. uno dei più grandi gruppi di hedge fund in Europa. I fondi gestiti da Marshall Wace hanno vinto numerosi premi di investimento e la società è diventata uno dei principali gestori mondiali di strategie azionarie long/short. Marshall Wace gestisce 50 miliardi di dollari e ha aperto un ufficio in Cina. Prima di fondare Marshall Wace, ha lavorato per Mercury Asset Management, il ramo di gestione dei fondi di S. G. Warburg & Co.
Dal 2013 al 2016 Marshall ha ricoperto il ruolo di Lead-Non-Executive Director presso il Dipartimento per l'Istruzione, con responsabilità per l'Unione. È membro dell'Hedge Fund Standards Board.

## Affiliazioni politiche

### Liberal Democratici
Marshall aveva un coinvolgimento di lunga data con il partito dei Liberal Democratici della Gran Bretagna.  È stato assistente di ricerca di Charles Kennedy, ex leader dei Liberal Democratici nel 1985 e si è candidato al Parlamento per l'SDP-Liberal Alliance a Fulham nel 1987. Ha fatto apparizioni in programmi di attualità come Any Questions di BBC Radio 4.
Nel 2004, Marshall ha co-curato The Orange Book con David Laws. I capitoli sono stati scritti da vari politici liberaldemocratici tra cui Nick Clegg, Chris Huhne, Vince Cable, Ed Davey e Susan Kramer (né Clegg, né Huhne né Kramer erano parlamentari all'epoca). Laws, descrivendo la loro ambizione nel pubblicare The Orange Book, scrisse: "Eravamo orgogliosi dell'eredità filosofica liberale del nostro partito. Ma entrambi sentivamo che questo fondamento filosofico rischiava di essere trascurato a favore di nient'altro che "una filosofia di buone intenzioni, che ondeggia disancorata nel mezzo confuso della politica britannica".  Il libro ha suscitato polemiche iniziali quando è stato lanciato, ma sia esso che il termine Orange Bookers per descrivere coloro che simpatizzano con la sua prospettiva continuano ad essere frequentemente citati per descrivere un filone di pensiero all'interno dei liberaldemocratici.
Tra il 2002 e il 2015, Marshall ha donato 200.000 sterline ai Liberal Democratici.  Ha lasciato il partito nel 2015 a causa delle sue politiche sull'Unione europea e del suo sostegno alla permanenza della Gran Bretagna nell'Unione.

### Campagna a favore della Brexit
Marshall è stato un sostenitore pubblico della Brexit durante il referendum sull'adesione all'Unione europea nel 2016. Ha fatto una donazione di 100.000 sterline alla campagna per il Leave.
Scrivendo per BrexitCentral nell'aprile 2017 sull'uscita del Regno Unito dall'Unione Europea, Marshall ha affermato: "Questa è un'enorme opportunità per il Regno Unito. La nostra ambizione è che il Regno Unito sia un campione del libero scambio, aperto e rivolto verso l'esterno, verso il mondo e costruito su istituzioni forti". In un'intervista al Financial Times, ha detto: "La maggior parte delle persone in Gran Bretagna non vuole entrare a far parte di un paese molto grande chiamato Europa. Vogliono far parte di un paese chiamato Gran Bretagna".

## Vita privata
Marshall è sposato con Sabina de Balkany, di nazionalità francese, proprietaria di un negozio di antiquariato in King's Road a Chelsea.  Marshall è padre dell'ex membro della band Mumford & Sons Winston Marshall e della musicista Giovanna Marshall.
Si descrive come un "cristiano impegnato della Chiesa d'Inghilterra". Il Church Times lo descrive come "una figura chiave nei circoli cristiani conservatori nel Regno Unito". È stato membro fondatore e donatore del St Mellitus College, e siede nel consiglio di amministrazione del St Paul's Theological Centre.
Nel 2017, ha dichiarato al Financial Times in un'intervista che non aveva intenzione di ritirarsi.